# Víkarbyrgi
Víkarbyrgi [ˈvʊikaɹˌbɪɹdʒɪ] és un poble deshabitat de l'illa de Suðuroy, a les illes Fèroe. Forma part del municipi de Sumba. L'any 2003 en van marxar els darrers habitants.;
La localitat està situada a la costa sud-est de l'illa Suðuroy, al fons d'un petit golf anomenat Víkarfjørður. El riu Víkará ha modelat la vall on s'assenta. A Víkarbyrgi no hi va arribar cap carretera fins al 1977, per tant va ser l'últim poble de les Illes Fèroe a tenir connexió per carretera.
A l'entrada sud del Víkarfjørður hi ha un illot anomenat Baglholmur. El seu nom prové de la paraula irlandesa bachall, que significa "bàcul". Es diu que hi havien viscut monjos irlandesos abans de l'arribada dels nòrdics a l'arxipèlag. Víkarbyrgi no va escapar a la pesta negra al segle xiv, tothom va morir tret d'una dona que es deia Sneppan. Després d'aquesta desgràcia el poble va quedar abandonat i ja no es va tornar a repoblar fins al 1830, quan el granger Jógvan Hansen s'hi va instal·lar. El 1834 ja hi havia dues cases.
La tradició diu que a l'edat mitjana hi havia vuit esglésies a l'illa de Suðuroy, una d'elles a Víkarbyrgi. Encara hi ha rastres del recinte d'una antiga església i del cementiri al sud-est de l'assentament actual.